# Настич, Ненад
Ненад На́стич (серб. Ненад Настић / Nenad Nastić; род. 8 мая 1981, Србобран) — сербский футболист, игравший на позиции защитника.

## Карьера
Начинал взрослую карьеру в клубе «Звездара» из одноимённого предместья Белграда. В первом своём сезоне (2000/01) вместе с клубом выиграл первенство восточной зоны второй югославской лиги и вышел в высший дивизион, в следующем сезоне команда заняла 16-е место из 18-ти команд и вылетела, после чего была объединена с командой «Срем» (Сремска-Митровица).
По окончании того сезона перешёл в команду «Железник» из одноимённого белградского пригорода, бывшую тогда одной из сильнейших в Сербии и Черногории, провёл в её составе три сезона, постепенно закрепившись в основном составе, высшим достижением в составе «Железника» стало третье место в высшей лиге Сербии и Черногории в сезоне 2003/04. По окончании сезона 2004/05 «Железник» объединился с ещё одним клубом из пригородов Белграда — «Вождовацем» (под флагом «Вождоваца»), в составе новой команды места Ненаду не нашлось. Следующие два сезона провёл в клубе «Войводина». В сезоне 2006/07 стал в его составе третьим призёром чемпионата Сербии. В 2008—2009 гг. выступал в Болгарии за софийский ЦСКА.
В феврале 2009 года уехал играть в Россию, подписав на правах свободного агента двухлетний контракт с «Химками» — аутсайдером высшего дивизиона. Стал одним из основных защитников этой команды.

## Достижения
- Бронзовый призёр чемпионата Сербии и Черногории: 2003/04
- Бронзовый призёр чемпионата Сербии: 2006/07